# Nimra Bucha
Nimra Bucha (en urdu نِمرہ بُچّہ) es una actriz pakistaní que ha aparecido en diversas series de televisión, películas, series web y también ha trabajado en teatro. Interpretó un papel de musa de Saadat Hassan Manto en la película de Sarmad Khoosat Manto que le valió una nominación a los Premios Lux Style como mejor actriz de reparto.

## Primeros años
Nimra Bucha nació en Karachi, Pakistán, de un padre que sirvió como capitán en Pakistan Airlines. Nimra se interesó por el teatro, por lo que estudió teatro en el Bard College, Nueva York, Estados Unidos. Después de vivir en Estados Unidos durante 12 años, su familia regresó a Karachi y Nimra se incorporó a la industria de la televisión pakistaní.
Vivió en Sydenham, Londres, durante varios años mientras su marido Mohammed se licenciaba. Durante este tiempo, fue propietaria de una cafetería en la que elaboraba deliciosos dulces, como el pan de plátano.

## Vida personal
Su marido Mohammed Hanif es un famoso periodista, autor y personalidad de los medios de comunicación, autor de A Case of Exploding Mangoes. Es la hermana mayor de la conocida periodista de televisión Sana Bucha.

## Carrera
Comenzó su carrera en el Traverse Theatre en 2006. Ahora actúa en varios dramas televisivos en diferentes canales. Sus famosos trabajos incluyen Daam y Mera Yaqeen.